# Aristotle and Dante Discover the Secrets of the Universe (filme)
Aristotle and Dante Discover the Secrets of the Universe (bra: Os Segredos do Universo por Aristóteles e Dante) é um filme de drama romântico de 2023 escrito e dirigido por Aitch Alberto. É uma adaptação do livro de mesmo nome de Benjamin Alire Sáenz. Ele acompanha dois adolescentes mexicano-americanos que encontram uma conexão instantânea em El Paso, Texas, em 1987, e é estrelado por Max Pelayo e Reese Gonzales como os personagens-título. Verónica Falcón, Kevin Alejandro, Eva Longoria e Eugenio Derbez completam o restante do elenco.
Aristóteles e Dante estreou no 47º Festival Internacional de Cinema de Toronto em 9 de setembro de 2022. Foi lançado nos cinemas nos Estados Unidos em 8 de setembro de 2023, pela Blue Fox Entertainment e no Brasil em 30 de novembro de 2023, pela Imagem Filmes.

## Enredo
Em 1987, El Paso, Aristóteles "Ari" Mendoza é um adolescente mal-humorado frustrado pela recusa de seus pais em lhe contar sobre seu irmão Bernardo que foi preso anos antes. Em uma piscina pública, Ari conhece o não convencional mexicano-americano Dante Quintana, que o ensina a nadar. Os dois garotos se tornam amigos rapidamente, apesar de suas diferenças. Os pais de Dante convidam Ari para um acampamento, onde ele e Dante apreciam a vastidão do céu noturno. Durante uma noite chuvosa perto do fim do verão, Dante diz a Ari que os Quintana se mudarão para Chicago no ano letivo seguinte devido ao trabalho de professor de seu pai. Dante se distrai com um filhote de pássaro e quase é atropelado por um carro; Ari se machuca ao empurrá-lo para fora do caminho.
No ano seguinte, Ari adota um cachorro, ganha uma caminhonete de seus pais e lentamente começa a se encaixar na escola. Ele começa a se envolver com uma colega de classe, Elena. Enquanto isso, as cartas de Dante falam sobre a homossexualidade crescente. Ari finalmente descobre o que causou a prisão de Bernardo — ele matou uma prostituta trans quando era adolescente.
Os Quintanas retornam no início do verão seguinte. Ari e Dante dirigem para o deserto, onde Dante pede que Ari o beije. O beijo deixa Ari desconfortável e ele insulta Dante. A tia Ophelia de Ari também morre, e ele descobre que ela foi rejeitada pela maioria da família extensa por viver com uma mulher.
Dante é hospitalizado depois que alguns garotos homofóbicos o atacaram em um beco depois de vê-lo beijando seu amigo Daniel. Um Ari furioso rastreia Daniel, e um dos perpetradores, e o ataca brutalmente. Uma discussão com seus pais faz Ari perceber que ele está apaixonado por Dante. Os dois garotos dirigem para o deserto, onde Ari confessa seus sentimentos. O filme termina com eles deitados na parte de trás da caminhonete de Ari, de mãos dadas olhando as estrelas.

## Elenco
- Max Pelayo como Aristotle "Ari" Mendoza
- Reese Gonzales como Dante Quintana
- Eugenio Derbez como Jaime Mendoza
- Eva Longoria como Soledad Quintana
- Verónica Falcón como Liliana Mendoza
- Isabella Gomez como Gina Navarro
- Luna Blaise como Elena Tellez
- Kevin Alejandro como Sam Quintana
- Marlene Forte como Tia Ophelia

## Produção
No início de 2017, foi revelado que Aitch Alberto estava desenvolvendo um roteiro baseado no romance de Benjamin Alire Sáenz. Em 2016, ela voou para o Texas para lançar sua ideia para Sáenz e discutir os direitos de adaptação do romance dele; ela leu o livro pela primeira vez em 2014 e escreveu o rascunho de um roteiro. No início de 2018, ela contatou Lin-Manuel Miranda, que havia narrado o audiolivro do romance, convidando-o a embarcar no projeto como produtor. A recém-lançada Big Swing Productions de Kyra Sedgwick se juntou ao projeto em 2018.
Os atores Xolo Maridueña e Reese Gonzales, o último reprisaria seu papel no filme, fizeram uma leitura ao vivo do roteiro de Alberto no Outfest de 2018. Também na leitura ao vivo estavam os atores Norma Maldonado, José Zúñiga, Liz Torres, Ana Ortiz, Madison De La Garza, Martin Morales, Norio Chalico e Matt Pascua.
Foi anunciado em outubro de 2021 que Max Pelayo e Gonzales estrelariam respectivamente como os personagens titulares na adaptação cinematográfica com Eugenio Derbez, Eva Longoria, Verónica Falcón, Isabella Gomez, Luna Blaise e Kevin Alejandro completando o elenco. Derbez também produziria o filme para a 3Pas Studios ao lado de Valerie Stadler, Ben Odell, Dylan Sellers e Chris Parker para a Limelight. David Boies e Zack Schiller da Boies Schiller Entertainment seriam os produtores executivos do filme e CJ Barbato seria o coprodutor.
A fotografia principal começou no início de outubro de 2021 e foi confirmada pela diretora Aitch Alberto que havia sido encerrada em 2 de novembro de 2021.
Sarah J. Coleman, que ilustrou a capa do livro, foi trazida a bordo para projetar o título principal e os créditos do filme. Alberto também declarou que uma adaptação cinematográfica da sequência do livro está sendo considerada.

## Lançamento
Aristotle and Dante Discover the Secrets of the Universe teve sua estreia mundial no 47º Festival Internacional de Cinema de Toronto em 9 de setembro de 2022, com exibições adicionais em 11 e 15 de setembro. Foi lançado nos cinemas nos Estados Unidos em 8 de setembro, 2023, pela Blue Fox Entertainment.
Em agosto de 2022, o filme foi anunciado pela primeira vez com estreia na seção "Discovery" do Festival Internacional de Cinema de Toronto de 2022, e após sua estreia, foi relatado que o filme estava buscando distribuição. Em abril de 2023, foi anunciado que a Blue Fox Entertainment havia adquirido os direitos de distribuição do filme na América do Norte, com um amplo lançamento nos cinemas planejado para o verão de 2023.
Em dezembro de 2022, foi anunciado que o filme foi selecionado para o 34º Festival Internacional de Cinema de Palm Springs na categoria "New Voices New Visions", com exibições em 8, 9 e 15 de janeiro de 2023. Em 31 de janeiro, foi anunciado como uma seleção para o Festival Internacional de Cinema de Miami, com exibição planejada para 10 de março de 2023. O filme havia recebido uma vaga de destaque no Festival Sundance de Cinema de 2022, mas Alberto optou por adiar até os festivais de outono para permitir mais tempo para "ajustes". Ela foi incluída no prestigiado “10 Diretores para Ficar de Olho” da Variety em janeiro de 2022 por seu trabalho no filme.
Em 25 de outubro de 2023 a distribuidora Imagem Filmes anunciou que lançaria o filme no Brasil em 30 de novembro.

### Resposta crítica
No site agregador de críticas Rotten Tomatoes, o filme recebeu índice de 89% com base nas críticas recebidas, chegando a uma avaliação média de 7/10. O consenso do site diz: "Uma história doce e completa sobre a maioridade, Aristotle and Dante Discover the Secrets of the Universe adapta seu material de origem com ternura e cuidado." O site Metacritic, que usa uma média ponderada, atribuiu ao filme uma pontuação de 69 de 100, com base em seis críticos, indicando críticas "geralmente favoráveis".

## Prêmios e indicações
| Ano  | Premiação                                | Categoria                                                                           | Indicado                                        | Resultado |
| ---- | ---------------------------------------- | ----------------------------------------------------------------------------------- | ----------------------------------------------- | --------- |
| 2022 | Palm Springs International Film Festival | Diretores Pra Ficar de Olho                                                         | Aitch Alberto                                   | Venceu    |
| 2023 | Deauville Film Festival                  | Grande Prêmio Especial                                                              | Aitch Alberto                                   | Indicado  |
| 2023 | Merlinka Festival                        | Melhor Longa-Metragem                                                               | Aitch Alberto                                   | Indicado  |
| 2023 | Miami Film Festival                      | Prêmio Jordan Ressler de Primeiro Longo-Metragem                                    | Aitch Alberto                                   | Indicado  |
| 2023 | Palm Springs International Film Festival | Grande Prêmio do Júri — Novas Vozes/Novas Visões                                    | Aitch Alberto                                   | Indicado  |
| 2024 | GLAAD Media Awards                       | Longa-Metragem — Lançamento Limitado                                                | Os Segredos do Universo por Aristóteles e Dante | Indicado  |
| 2024 | Chlotrudis Awards                        | Melhor Uso de Música em um Filme                                                    | Os Segredos do Universo por Aristóteles e Dante | Indicado  |
| 2024 | Guild of Music Supervisors Awards        | Melhor Supervisão Musical para Filme com Orçamento Inferior a 10 Milhões de Dólares | Adam Bennati                                    | Indicado  |